# Cinema da Itália
Na Itália, o cinema foi muito popular dos anos 50 aos anos 70. Ao longo dos anos 70, a Itália fazia muitas comédias populares, e o Brasil fazia a comédia pornochanchada.
O gênero de comédia popular na Itália era hegemônico, derrotando até mesmo os filmes de Hollywood. Nesta mesma época, o mercado local foi despencando a medida que o gosto e os olhos do público se voltavam para Hollywood. Nas duas decadas seguintes, 80 e 90, o cinema italiano praticamente desapareceu, restringindo seu cardápio a filmes de arte.
Ettore Scola com muita paixão levava o cinema italiano para os festivais internacionais, mas não conseguia atingir o mercado doméstico.
Nos anos mais recentes, o cinema italiano começa a ter novamente seus campeões de bilheteria, filmes populares, nacionais, que atualmente lotam as salas italianas.

## História

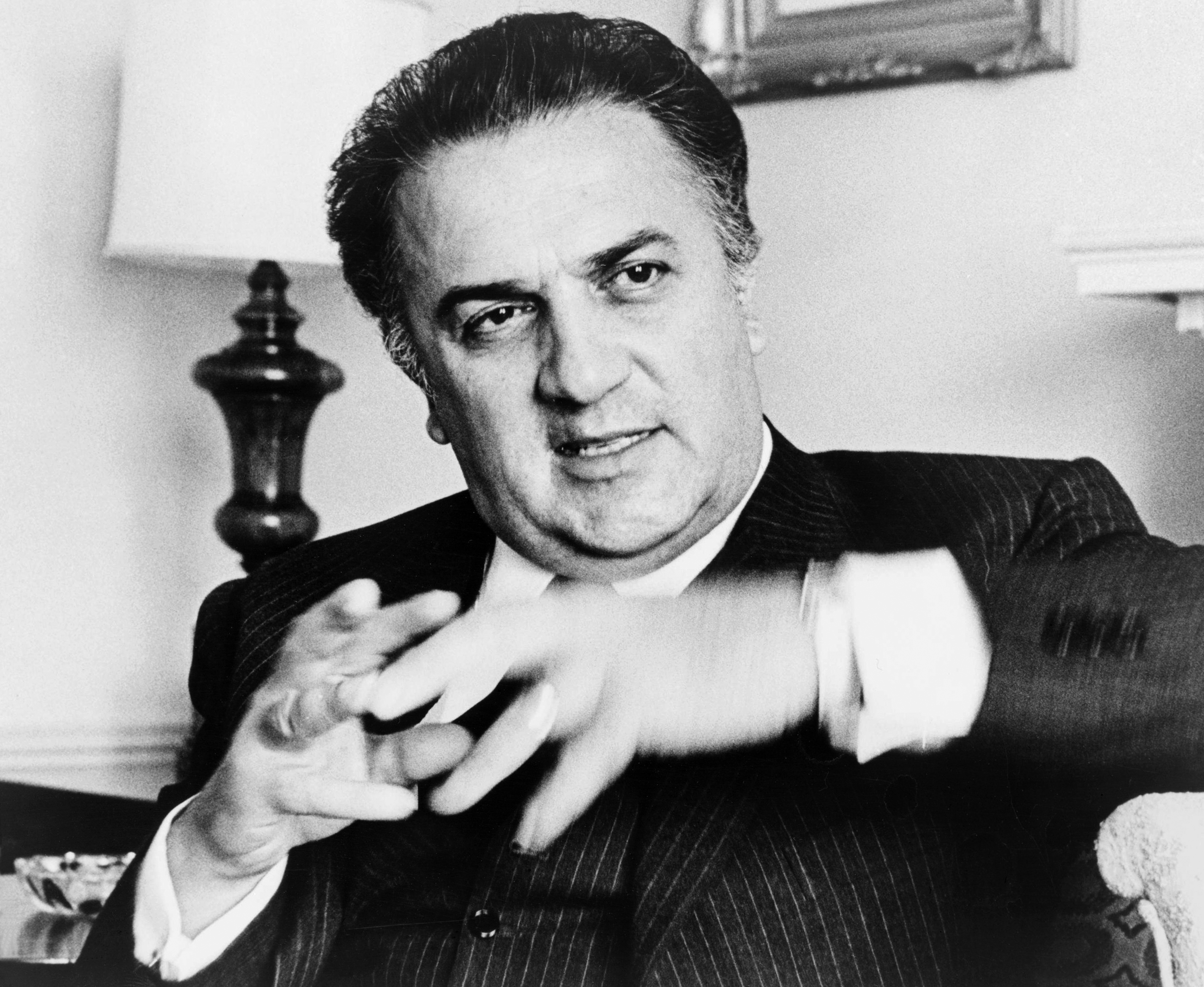
Federico Fellini, um dos maiores diretores de cinema da história.

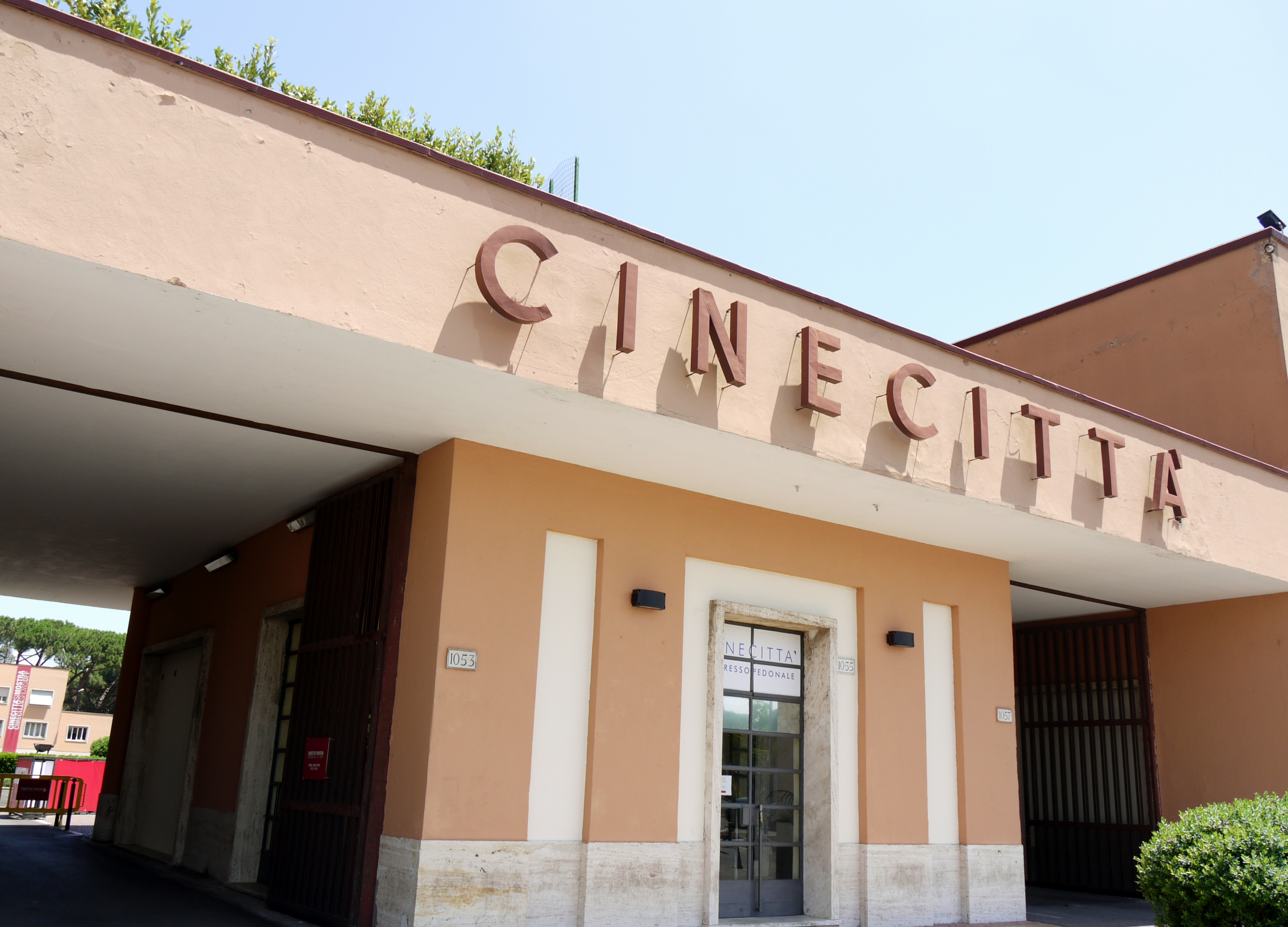
Entrada do Cinecittà em Roma, o maior estúdio de filme da Europa

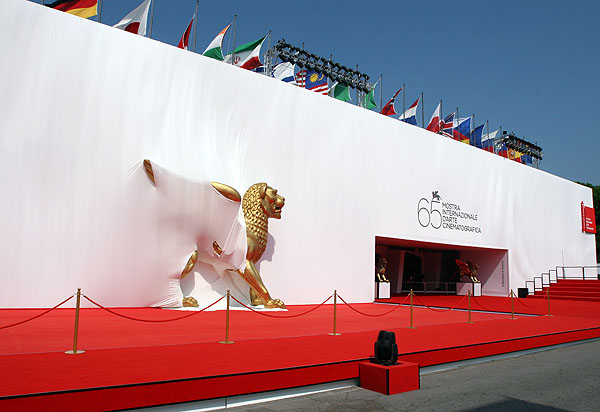
O Festival de Cinema de Veneza é o festival de cinema mais antigo do mundo e um dos "Três Grandes", ao lado de Cannes e Berlim.

A história do cinema italiano começa alguns meses depois dos Irmãos Lumière fazerem as primeiras exibições de filmes. O primeiro filme italiano tinha apenas alguns segundos, mostrando o Papa Leão XIII dando uma bênção a câmera. A indústria de filmes italianos nasceu entre 1903 e 1908 com três empresas: a Società Italiana Cines, a Ambrosio Film e a Itala Film. Outras empresas logo as seguiram em Milão e Nápoles. Em pouco tempo essas primeiras empresas atingiram bons níveis de qualidade em suas produções e seus filmes logo foram vendidos fora da Itália. O cinema foi depois usado por Benito Mussolini, que fundou o renomado estúdio Cinecittà em Roma, para a produção de propaganda fascista até a Segunda Guerra Mundial.
Depois da Guerra, filmes italianos foram amplamente reconhecidos e exportados até um declínio artístico por volta dos anos 1980. Notáveis diretores de filmes italianos incluem Vittorio De Sica, Federico Fellini, Sergio Leone, Pier Paolo Pasolini, Luchino Visconti, Michelangelo Antonioni e Roberto Rossellini; Alguns dos quais são reconhecidos entre os maiores e mais influentes produtores de filmes de todos os tempos. Dentre os filmes, incluem-se tesouros do cinema mundial como Ladri di biciclette, La dolce vita, 8½, Il buono, il brutto, il cattivo e C'era una volta il West. Entre meados da década de 1940 e início dos anos 1950 foi o apogeu dos filmes neorrealistas italianos, refletindo as condições pobres da Itália do pós-guerra.
Conforme o país se tornava mais próspero nos anos 1950, uma forma de neorrealismo conhecido como neorrealismo pink se sucedeu, e outros gêneros de filmes, como o Musicarello, o peplum e Spaghetti western foram populares nas décadas de 1960 e 1970. Atrizes como Sophia Loren, Giulietta Masina e Gina Lollobrigida alcançaram estrelato internacional durante esse período. Suspenses eróticos italianos, ou giallos, produzidos por diretores como Mario Bava e Dario Argento nos anos 1970 também influenciaram o gênero do horror mundialmente. Em anos recentes, as produções italianas tem recebido atenção internacional apenas ocasionalmente com filmes como A Vida é Bela dirigida por Roberto Benigni, Il Postino com Massimo Troisi e A Grande Beleza dirigida por Paolo Sorrentino.
O já mencionado estúdio Cinecittà é hoje a maior instalação de produção de filmes e programas televisivos na Europa Continental e o centro do cinema italiano, onde os filmes com os maiores orçamentos são filmados e uma das maiores comunidades produtoras de filmes no mundo. Nos anos 1950, o número de produções internacional sendo feitas lá levaram Roma a ser apelidada de "Hollywood do Tibre". Mais de 3 000 produções foram feitas na sua porção, das quais 90 receberam uma nomeação da Academy Award e 47 delas ganharam, do cinema clássico a filmes premiados mais recentes (Ben-Hur, Romeu e Julieta, O Paciente Inglês, Gladiador, A Paixão de Cristo, e Gangs of New York).
A Itália é o país mais laureado na Academy Awards para o Oscar de Melhor Filme Estrangeiro, com 14 prêmios ganhos, 3 premiações no Oscar Honorário e 31 nomeações para o Oscar. Por volta de 2016, filmes italianos já haviam vencido 12 Palmas de Ouro (o segundo país com mais prêmios), 11 Leões de Ouro e 7 Ursos de ouro.

## Principais diretores
- Bernardo Bertolucci
- Dario Argento
- Dino Risi
- Ettore Scola
- Elio Petri
- Federico Fellini
- Francesco Maselli
- Francesco Rosi
- Franco Zeffirelli
- Florestano Vancini
- Giuliano Montaldo
- Giuseppe Tornatore
- Gillo Pontecorvo
- Luigi Magni
- Luchino Visconti
- Michelangelo Antonioni
- Massimo Troisi
- Marco Ferreri
- Mario Bava
- Mario Monicelli
- Marco Bellocchio
- Mauro Bolognini
- Nanni Moretti
- Pietro Germi
- Pier Paolo Pasolini
- Paolo Taviani
- Roberto Rossellini
- Roberto Benigni
- Ruggero Deodato
- Sergio Leone
- Silvio Soldini
- Vittorio De Sica
- Vittorio Taviani
- Valerio Zurlini

## Principais atores
- Alida Valli
- Alberto Sordi
- Bud Spencer
- Enrico Maria Salerno
- Gino Cervi
- Gian Maria Volonté
- Gina Lollobrigida
- Giuliano Gemma
- Giulietta Masina
- Massimo Troisi
- Marcello Mastroianni
- Monica Vitti
- Massimo Girotti
- Nino Manfredi
- Roberto Benigni
- Sophia Loren
- Silvana Mangano
- Totò
- Ugo Tognazzi
- Vittorio Gassman